# شهرک باهنر (کرمانشاه)
شهرک باهنر شهرکی مسکونی در شمال غربی شهر کرمانشاه است با مردمی جنگ زده و خون‌گرم که از دل جنگ تحمیلی عراق بر ایران مجبور به مهاجرت به این شهرک شدند

## تاریخچه
طرح ساخت شهرک باهنر در سال جلسهٔ مورخ ۱۹ اردیبهشت سال ۱۳۵۵ در شورای عالی شهرسازی و معماری ایران مطرح شد و با این شرط که آب مصرفی آن به وسیلهٔ متقاضیان تأمین گردد، به تصویب رسید. همزمان با شهرک آناهیتای کرمانشاه، در این جلسه همچنین طرح ساخت چند شهرک دیگر در دیگر شهرهای ایران نیز به تصویب رسید.

### مهاجرت
پس از آغاز جنگ ایران و عراق، شمار زیادی از مردم شهرهای قصرشیرین، سرپل ذهاب، و نفت شهر به کرمانشاه مهاجرت کرده، که بخشی قابل توجه از مردم قصرشیرین در شهرک آناهیتا ساکن شدند و جمعیت بیشترش را که در بخش جنوبی و شرقی آن ساکن هستند مردم جنگ زده از روستای (تنگاب نو) که از روستاهای نقطه صفر مرزی قصرشیرین است تشکیل داده‌اند.
شهرک آناهیتا درابتدا دارای بافتی همگن بود که از یکصد دستگاه منزل مسکونی تشکیل شده‌بود، اما با ورود جنگ‌زدگان، هر واحد که در حدود ۱۵۰ متر زیربنا داشت بین چندین خانوار تقسیم شد. شهرک آناهیتا بعدها به لحاظ بافت و جمعیت توسعه پیدا کرد که به دلیل جمعیت بالای جنگ زدگان و به منظور اسکان فوری آنها با چراغ سبز بنیاد جنگ زدگان، خودِ مردم اقدام به ساختن خانه‌های دیگر در زمینهای خالی اطراف واحدهای سازمانی از پیش ساخته شده کردند و وضعیت کنونی آن را می‌توان به سه بخش تقسیم نمود: ۱- بافت قدیم یا منازل سازمانی، ۲- فاز ۱ و فاز ۲، ۳- وحاشیه‌نشین‌هایی مانند خسروآباد که در طی چند سال گذشته پدید آمده‌اند، در سمت شمال شهرک آناهیتا کوه فرخ شاد و سمت شرقی و جنوبی شهرک معلم و سمت غربی آن باغ تالارها جاده سنندج و دهکده المپیک قرار گرفته است در انتهای بخش شمالی شهرک آناهیتا جاده ای خاکی وجود دارد که به روستای ملاورد در میان کوه‌ها می‌رسد

## مراکز آموزشی
1. دبستان ابتدایی دخترانه لاله
2. دبستان ابتدایی پسرانه آزادی
3. دبیرستان دخترانه زینب کبری

## مراکز فرهنگی
1. کتابخانهٔ عمومی امام علی

## مراکز درمانی و بهداشتی
1. پایگاه بهداشت باهنر (خانه بهداشت)
2. مطب خصوصی پزشک (دکتر رضایی)(تعطیل شد)

## مراکز ورزشی
1. سالن ورزشی شهید خرسندپور

## مراکز مذهبی
1. مسجدالنبی تأسیس ۱۳۶۶ شمسی
2. هیئت مذهبی شهید دکامی

## خیابان‌ها
1. بلوار آناهیتا
2. خیابان شهید خسرویان
3. خیابان مسجد
4. خیابان شهیدبوچانی (فاز۲)
5. ایستگاه سوم (میدان شیرو)